# Diane (Lied)
Diane (I’m in Heaven When I See You Smile) ist ein Lied, das Ernö Rapée und Lew Pollack verfassten und 1927 veröffentlichten.

## Hintergrund
Das Songwriter-Team Rapée und Pollack hatte 1926 gemeinsam erfolgreich das Lied Charmaine geschrieben; Diane ist ganz ähnlich angelegt, ein sentimentaler Walzer mit einer ansteigenden Melodie, einfachen Harmonien und einer großen Spanne. Die Musik des in F-Dur in der Form AA’AA’ geschriebenen Songs ist im Stil der Operette des 19. Jahrhunderts gehalten (Liedform).

## Erste Aufnahmen und spätere Coverversionen
Zu den Musikern, die den Song ab 1927 coverten, gehörten Nat Shilkret (Victor), Sam Lanin, in England Fred Elizalde, The Troubadours (alias Hugo Frey's Orchestra) und in Paris Lud Gluskin. 
In Deutschland nahm Efim Schachmeister mit seinen Jazz-Sinfonikern den Titel auf.
Mantovanis Orchester hatte mit dem Song 1955 einen Hit in den USA; In späteren Jahren nahmen u. a. auch Ernst Mosch (Memory, 1986), Paul Bley/Paul Motian (Notes, 1988), Conte Candoli, Ray Charles, Eddie Costa, Robert Crumb and His Cheap Suit Serenaders, Miles Davis (Steamin’ with the Miles Davis Quintet), Tommy Dorsey, Earl Hines und Jack Teagarden den Song ein.